# Sásdi Sándor
Sásdi Sándor (eredeti neve: Tintner Sándor) (Varga, 1898. szeptember 3. – Budapest, 1992. május 23.) József Attila-díjas (1955) magyar író, újságíró.

## Életútja
Tintner Béla vargai születésű kocsmáros és Hahn Paula bonyhádi születésű asszony gyermekeként látta meg a napvilágot 1898. szeptember 3-án hajnali öt órakor, zsidó családban. A népi írók nagy nemzedékének a kortársa volt. Elemi iskoláit Sásdon végezte. Később családjával egy darabig Vargán lakott, ahol apja dolgozott mint kocsmáros. Középiskolába Pécsett járt, az érettségit követően újságíróként kezdett dolgozni Budapesten. 1923-ban a Pécsi Napló munkatársa lett, 1928-ban a lap főszerkesztő-helyettesévé nevezték ki. 1924-ben Földes Bélával közösen szerkesztett az Új Írások című irodalmi folyóiratot. Első regénye a Nyolc hold föld címet viselte, melyet a Nyugat című irodalmi folyóirat pályázatán dicséretben részesítettek. Zsadányi Oszkárral létrehozott egy könyvkiadót, valamint képzőművészeti album szerkesztésében is részt vett. 1943-ban származása miatt a Pécsi Naplótól elküldték. 1944. november 4-én a dachaui koncentrációs táborba deportálták. Magyarországra 1945 júniusában tért vissza.
A Kozma utcai izraelita temetőben nyugszik, temetésén Schweitzer József főrabbi búcsúztatta.

## Művei
- Vadludak (regény, 1925)
- Hanna nagy útja (regény, 1928)
- Nyolc hold föld (regény, 1929, dráma, 1955)
- Megtalált út (regény, 1930)
- Szívre hulló kő (regény, 1933)
- Csillagok alatt, regény, 1933, 63 oldal, Gong 37.
- Egy nyár regénye (regény, 1934)
- Az árnynélküli ember (elbeszélés, 1936)
- Ősz felé (regény, 1937)
- Aratástól hóhullásig (regény, 1940)
- Könyörület (regény, 1942)
- Fehér kenyér (önéletrajzi regény, 1946)
- Egy asszony elmegy (regény, 1948)
- Éneklő élet (regény, 1949)
- Csodálatos ősz (regény, 1950)
- Magvetők (regény, 1951)
- Éjszakai dobszó (kisregény, 1952)
- Cseresznyevirág (dráma, 1953)
- A vándorút vége (regény, 1953)
- Ruzsinka (regény, 1954)
- Boldog órák… (tíz állattörténet, 1955)
- Bosszú (regény, 1955)
- Tavaszodik (regény, 1957)
- Árnyék (regény, 1958)
- Fecskefészek (elbeszélés, 1958)
- Elhagyott szerető (regény, 1959)
- Boldog hajlék (regény, 1960)
- A harmadik elmegy (regény, 1961)
- A Sólyom utcai fiúk (ifjúsági regény, 1963)
- Tél hozta, tavasz vitte (elbeszélések, 1963)
- A várakozó (regény, 1964)
- Akit visszavárnak (regény, 1965)
- Városszélen (regény, 1966)
- A sárga bohóc (regény, 1970)
- A rigó sírja (regény, 1973)
- Élt: négy boldog évet (regény, 1975)
- A hídon kezdődött (regény, 1978)
- Szabálytalan szerelem (regény, 1980)
- Veronika (regény, 1986)
- Vacsorára hazaértek (regény, 1988)
- Az utolsó szó jogán (emlékezések, 1993)
- Nyolc hold föld (tv-játék, 1960) https://www.imdb.com/name/nm9312464
- Vízimalom, Ballada a szép vízimolnárnéról és az uraságról (tv-játék, 1974)

## Díjai
- József Attila-díj (1955)
- A Munka Érdemrend arany fokozata (1968, 1973)